# Niteroiense FC
Niteroiense FC is een Braziliaanse voetbalclub uit Niterói in de staat Rio de Janeiro. 

## Geschiedenis
De club werd opgericht als Nictheroyense Football Club op 11 mei 1913. In 1918 werd de club kampioen van het Campeonato Fluminense, een competitie die na 1978 opging in het Campeonato Carioca. In 1927 werd de naam Niteroiense FC aangenomen. Na 1962 speelde de club niet meer in de staatscompetitie. 
In 2012 werd de club EC Atlético Carioca opgericht dat in São Gonçalo speelde en in 2018 een profclub werd. De club nam in 2018 en 2019 deel aan de vierde klasse, maar werd telkens laatste in zijn groep. Nadat de competitie door de coronacrisis in Brazilië in 2020 niet plaats vond moest de club een jaar later van start in de heringevoerde vijfde klasse. In 2022 bereikte de club de eindronde en verloor daar van Belford Roxo. In 2023 miste de club op één punt na de eindronde. 
In 2024 verhuisde de club naar Niterói en nam de naam Niteroiense aan ter ere van de historische club. De club werd in de Série C. De club werd daar kampioen en promoveerde zo naar de Série B2, die later datzelfde jaar gespeeld werd. De club werd derde in de reguliere competitie en verloor in de halve finale van Bonsucesso, echter doordat drie clubs uit de Série B1 verstek hadden laten gaan mochten er dit jaar vier clubs promoveren waardoor de club op één seizoen twee klassen kon stijgen.

## Erelijst
Campeonato Carioca Série C
2024
Campeonato Fluminense
1918
Campeonato Niteroiense
1918, 1937